# LINK6
링크식스는 대한민국의 콘텐츠 테크 기업이다. 6대주의 ‘6‘과 연결을 의미하는 ‘LINK‘를 합쳐 세상을 연결한다는 뜻을 가지고 특히 음악 산업에서 입지를 다지고 있으며, 다수의 음반 제작, 뮤직 퍼블리싱, 실시간 라디오 운영, 아티스트 캠페인, 어플리케이션 등의 국내외 여러 브랜드 와 콜라보레이션을 진행하였다. 